# Monte Rosa, Antarktis
Monte Rosa är ett berg i Antarktis. Det ligger i Östantarktis. Nya Zeeland gör anspråk på området. Toppen på Monte Rosa är 2 407 meter över havet, eller 598 meter över den omgivande terrängen. Bredden vid basen är 9,1 km.
Terrängen runt Monte Rosa är bergig söderut, men norrut är den kuperad. Trakten är obefolkad. Det finns inga samhällen i närheten. 